# Maid o' the Storm
Maid o' the Storm er en amerikansk stumfilm fra 1918 af Raymond B. West.

## Medvirkende
- Bessie Barriscale - Ariel
- George Fisher - Franklin Shirley
- Herschel Mayall - Abe Strohman
- Joseph J. Dowling - Andy MacTavish
- Myra Davis - MacTavish